# Pescatoria dayana
Pescatoria dayana är en orkidéart som beskrevs av Heinrich Gustav Reichenbach. Pescatoria dayana ingår i släktet Pescatoria och familjen orkidéer. Inga underarter finns listade i Catalogue of Life.

## Bildgalleri

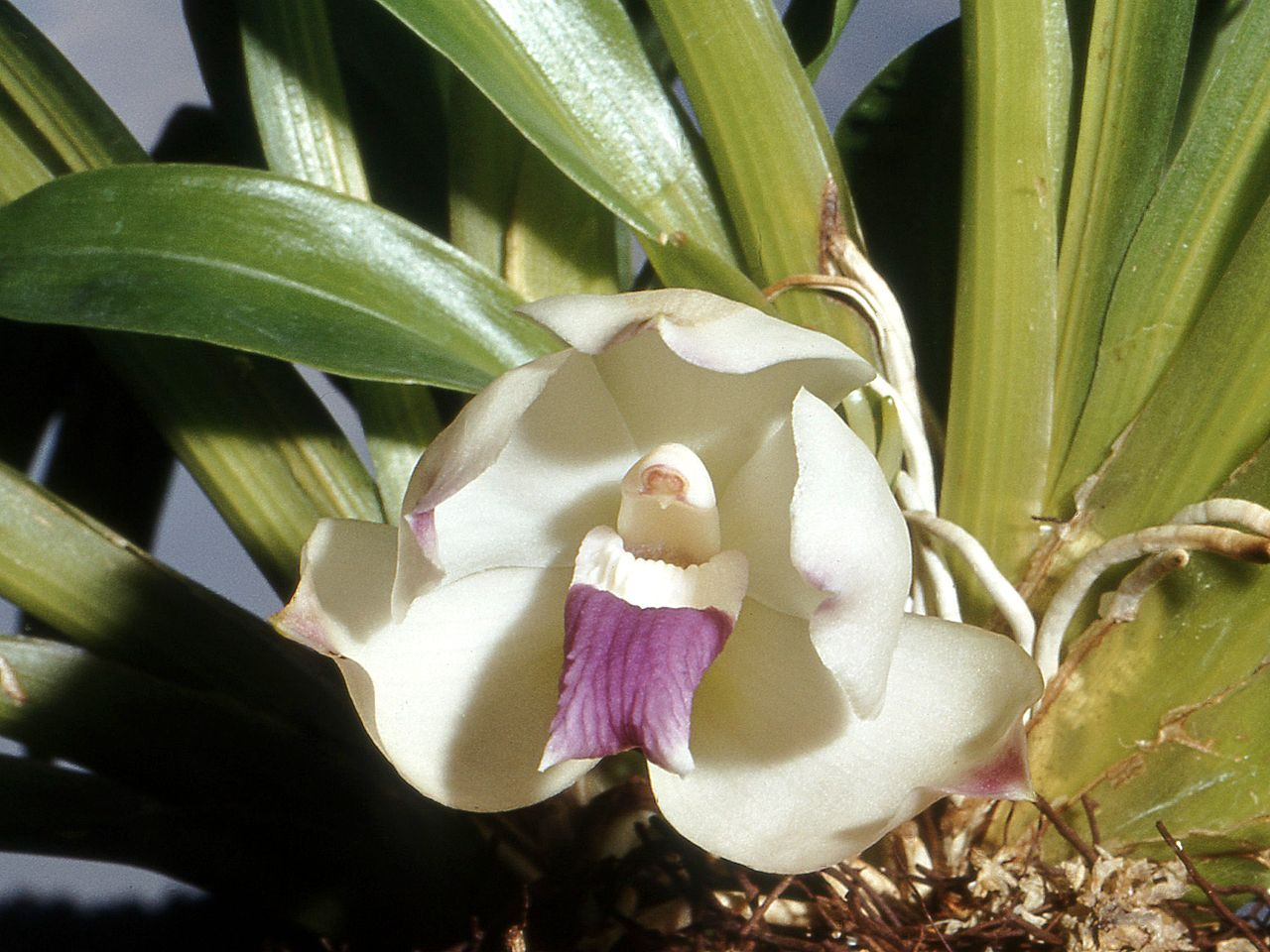
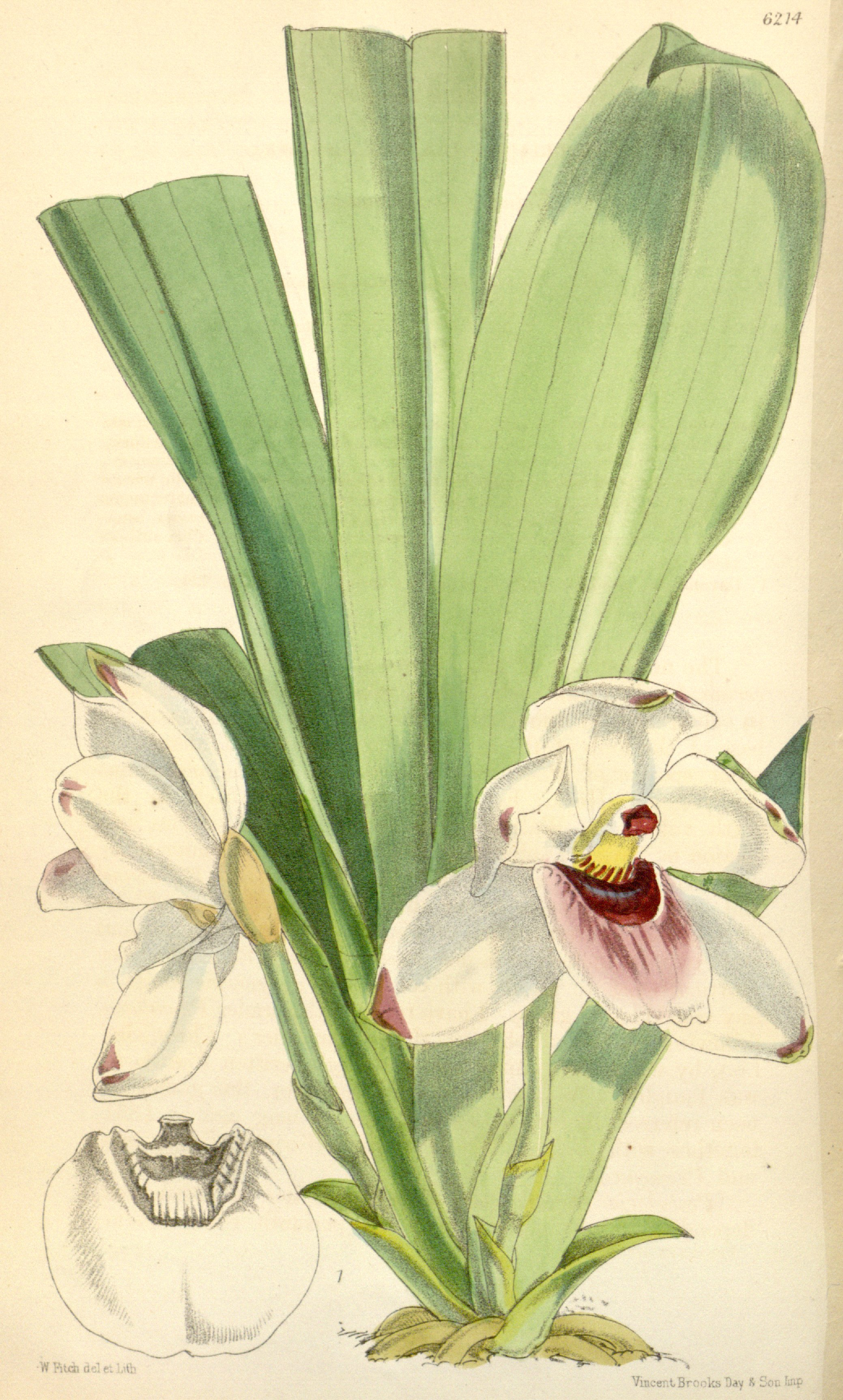
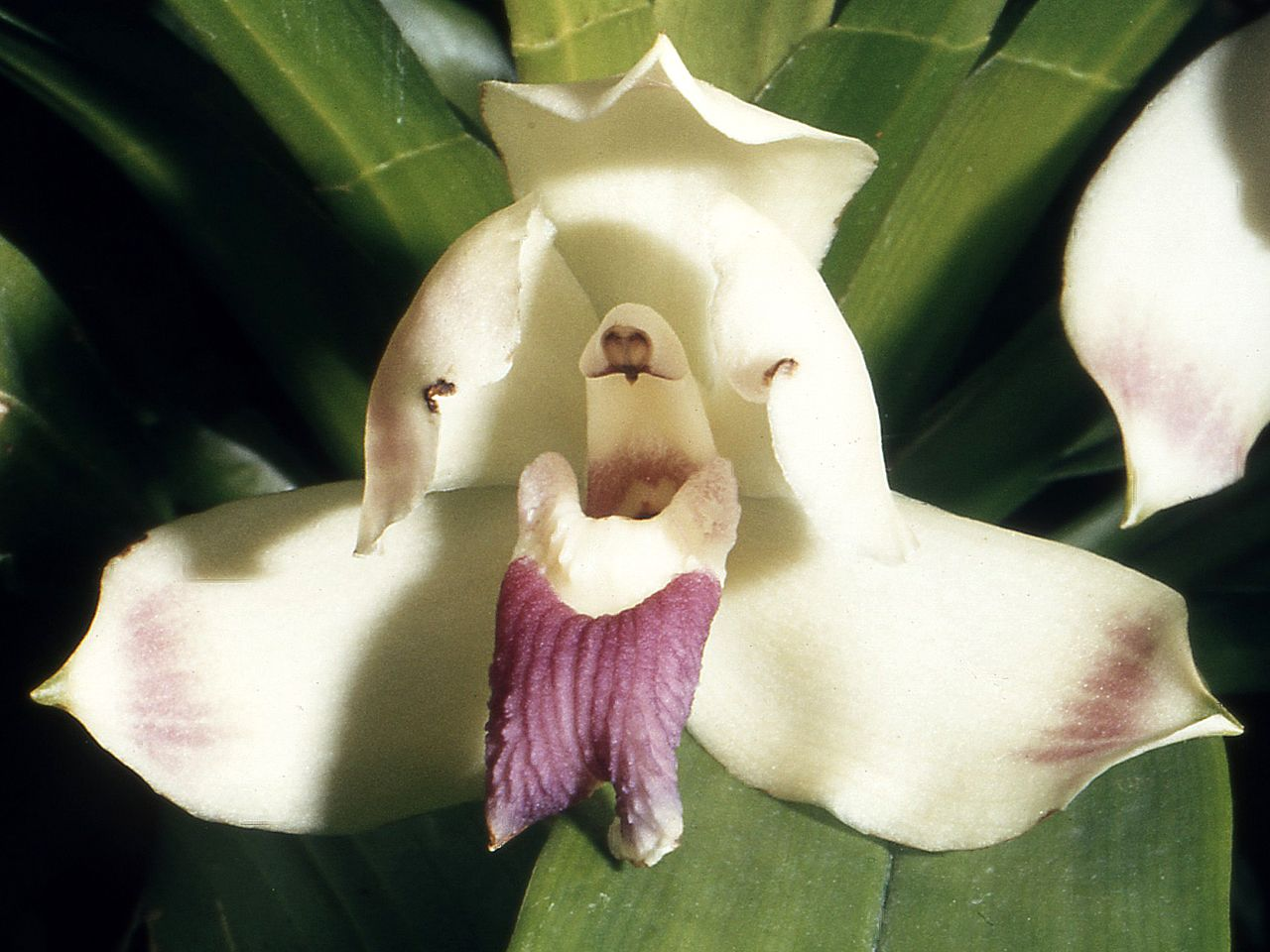
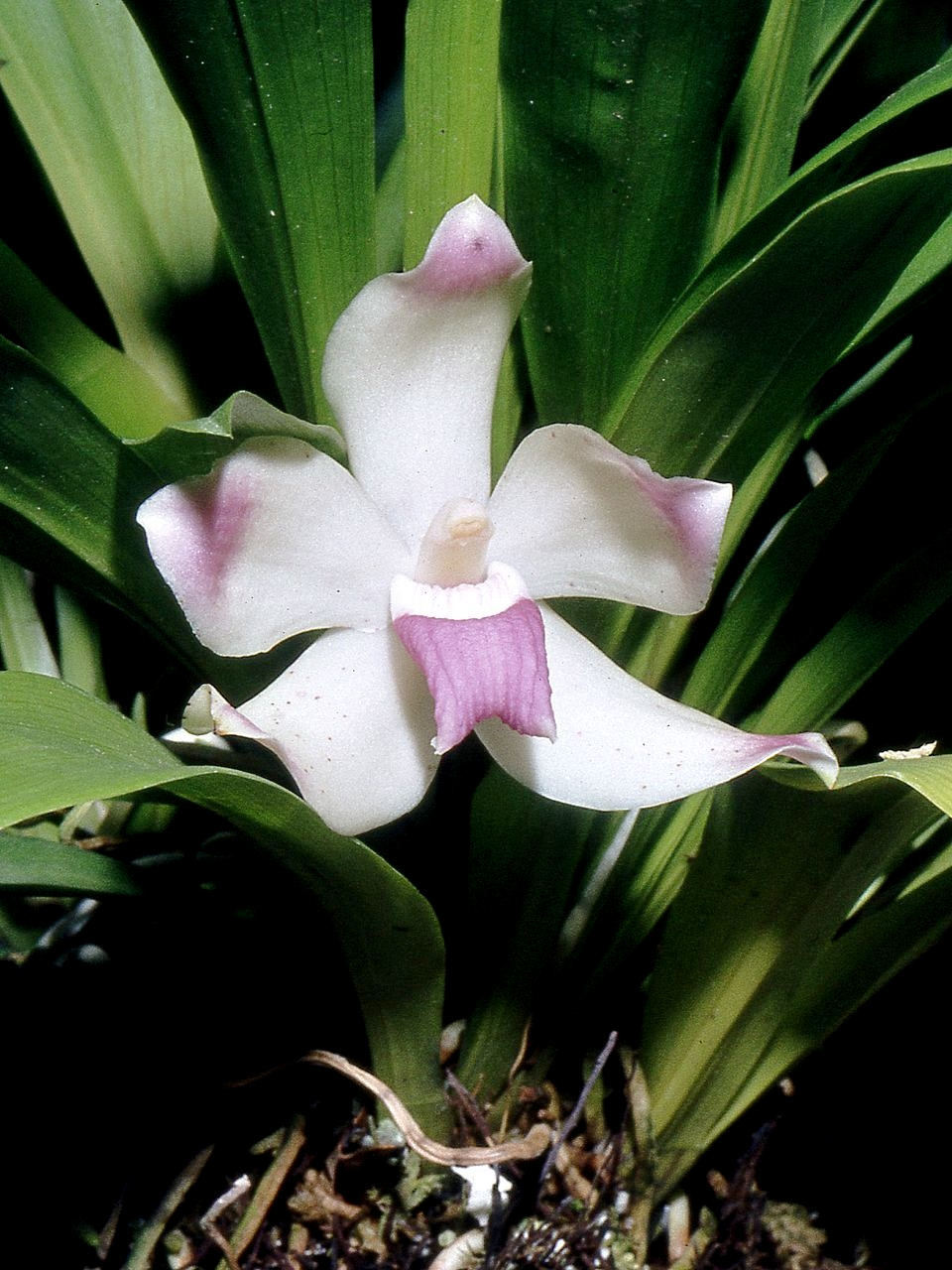
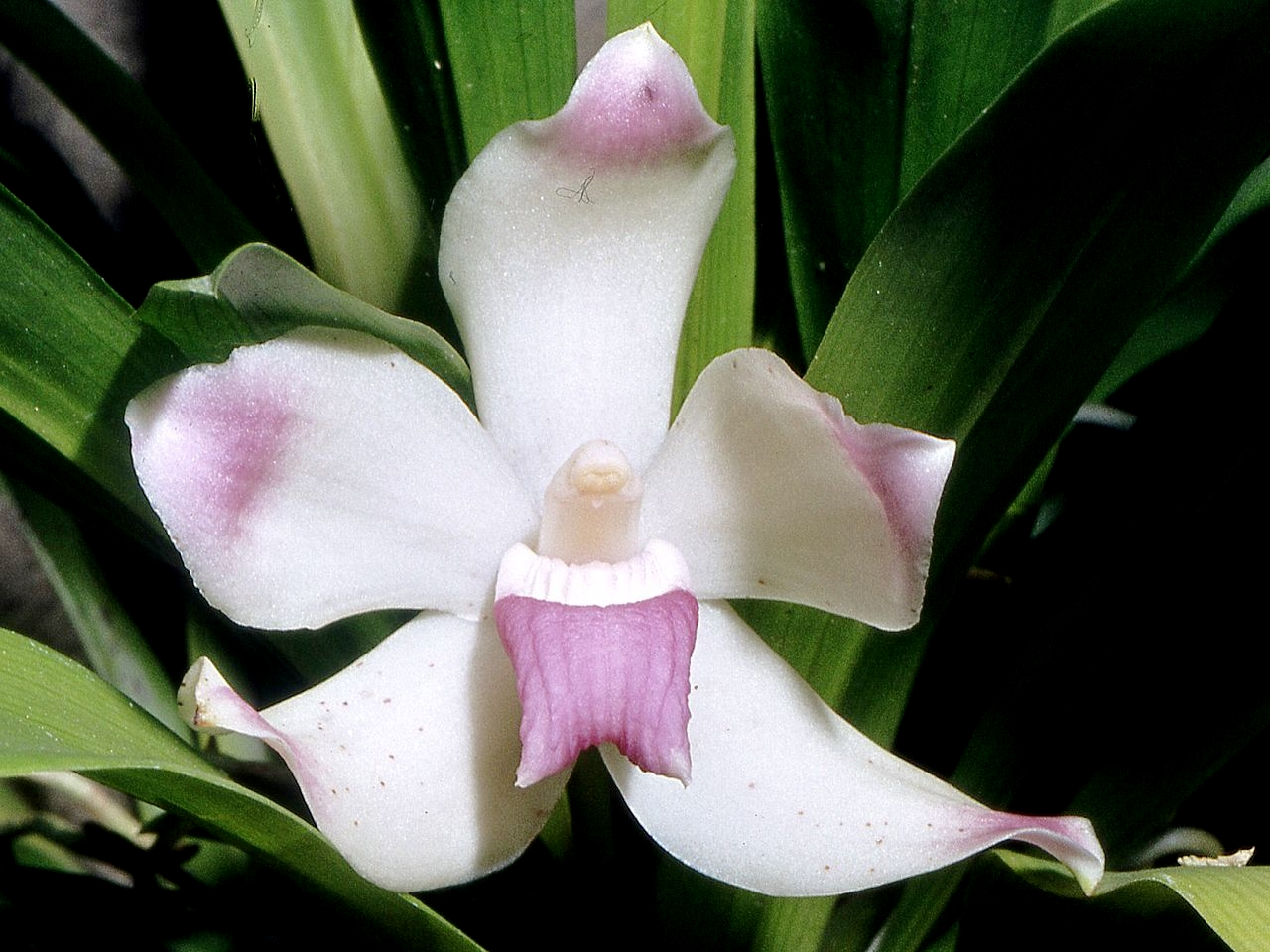
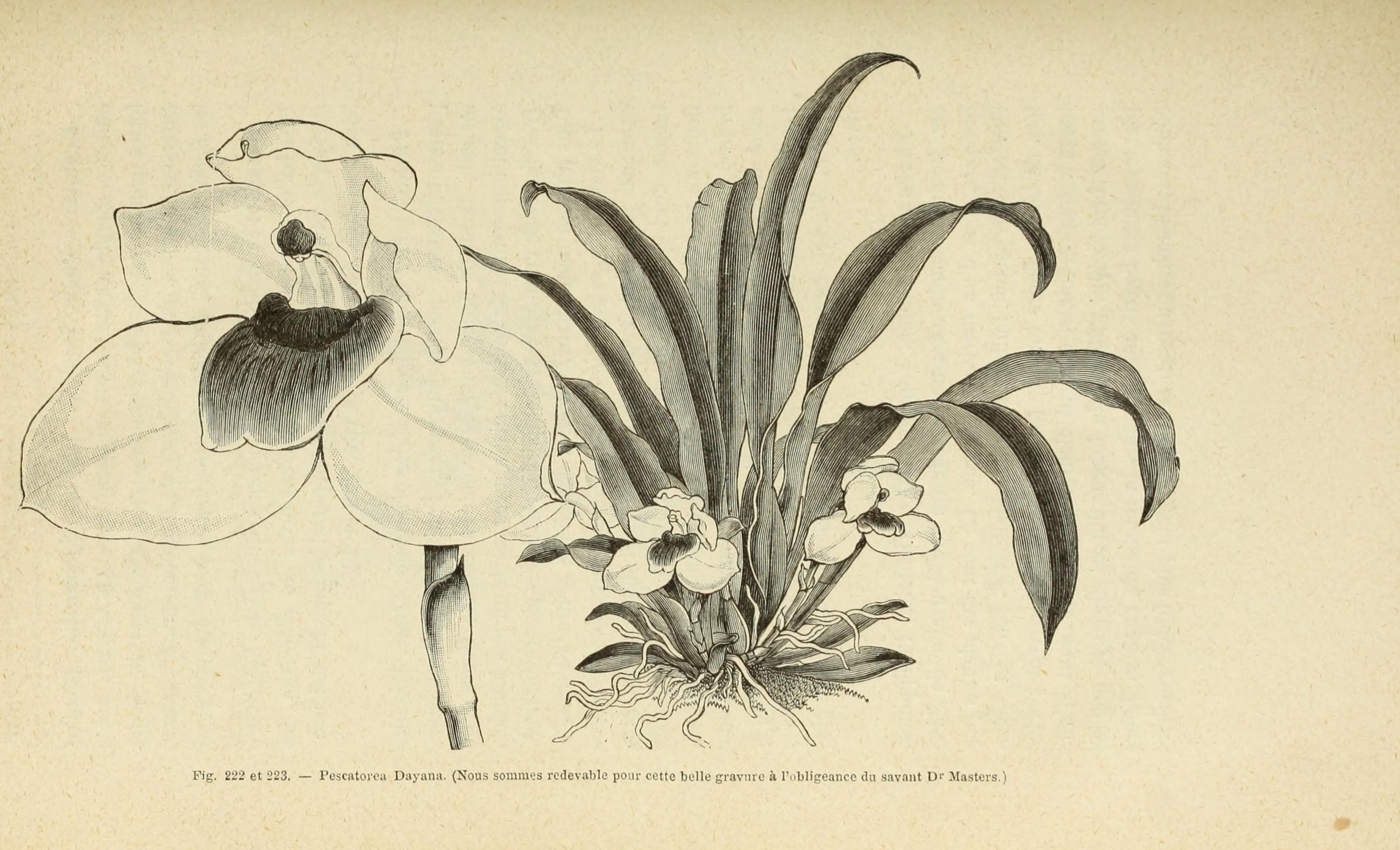